# Psammophis brevirostris
Espèce
Synonymes
- Psammophis sibilans brevirostris Peters, 1881

Psammophis brevirostris est une espèce de serpents de la famille des Lamprophiidae.

## Répartition
Cette espèce se rencontre :

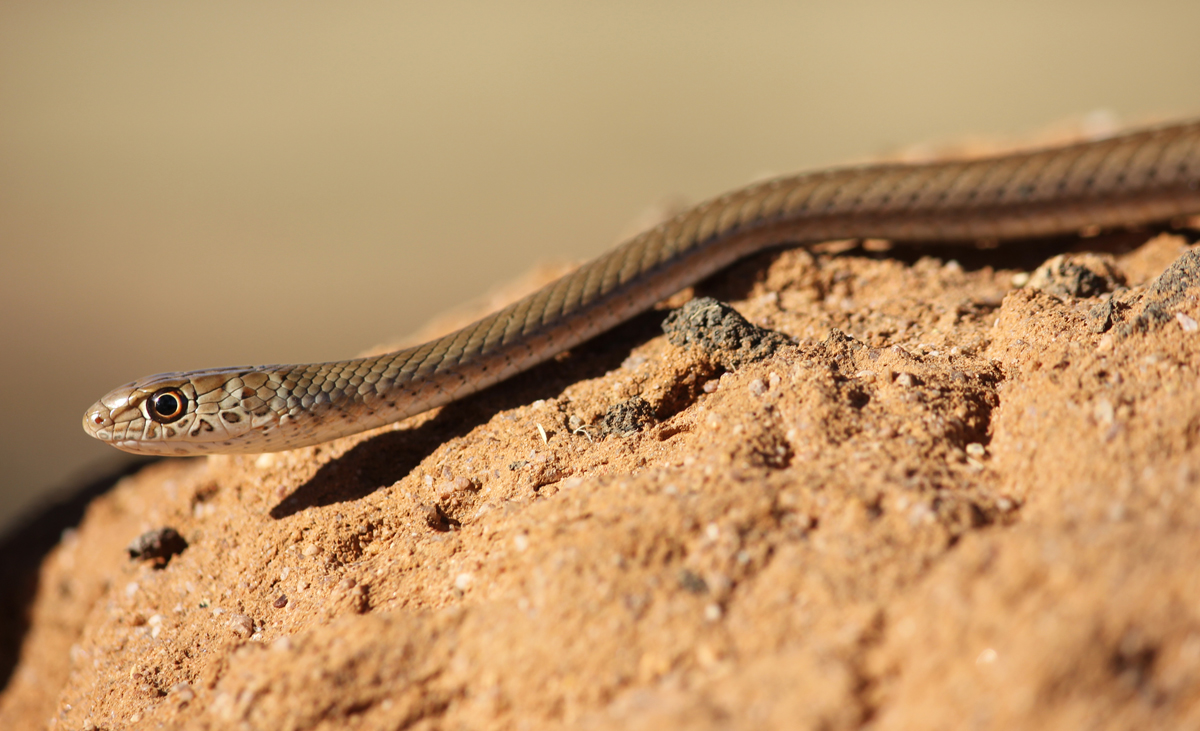

- en Afrique du Sud ;
- au Swaziland ;
- au Zimbabwe ;
- dans l'est de la Namibie ;
- au Botswana.

## Publication originale
- Peters, 1881 : Herpetologische Mittheilungen (Excrescenzen des Männchens von Rana gigas Blyth in der Paarungszeit, Psammophis biseriatus und breviceps, Dinodon cancellatum Dum. Bibr. = Lycodon rufozonatus Cantor, Lycodon napei Dum. Bibr. = Lycodon striatus Shaw, Bau des Schädels von Uraeotyphlus oxyurus (Dum. Bibr.). Sitzungsberichte der Gesellschaft naturforschender Freunde zu Berlin, vol. 1881, no 6, p. 87-91 (texte intégral).